# Joan Aybrí
Joan Aybrí (segle xv - 1507) va ser un advocat perpinyanenc, assessor del governador del Rosselló del 1493 al 1507.

## Biografia
Era membre d'una distingida família perpinyanenca  i es doctorà en dret a la universitat de Perpinyà. En recompensa per la lleialtat (i les represàlies patides, en conseqüència) del seu pare, Ferran II el nomenà el 1493 assessor del governador del Rosselló, i el confirmà el 1496 i -després d'investigades  unes denúncies calumnioses- novament el 1502. En morir el 1507, la seva vídua Francesca de Vivers registrà la possessió d'unes terres a Toluges.
Hi ha documentat dos altres Joan Aybrí contemporanis: Joan Aybrí, llicenciat en dret a Perpinyà, de qui es dreçà un inventari de béns el juliol del 1442 destacant que era posseïdor d'un gran nombre de llibres, compreses quatre obres de Ramon Llull; i Joan Aybrí, doctor en ambdós drets i membre del Consell Reial, ciutadà de Barcelona el 1506 i mort el 1517.